# کلرید وانادیم (III)
 وانادیم(III) کلرید (به انگلیسی: Vanadium(III) chloride) با فرمول شیمیایی VCl۳ یک ترکیب شیمیایی با شناسه پاب‌کم ۶۲۶۴۷ است. که جرم مولی آن 157.30 g/mol می‌باشد. شکل ظاهری این ترکیب، کریستال بنفش پارامغناطیس است.